# Station Skierniewice
Station Skierniewice is een spoorwegstation in de Poolse plaats Skierniewice.
Het maakt deel uit van de spoorverbinding tussen Warschau en Wenen, waarvan het tweede deel geopend werd in 1845. Het stationsgebouw zelf werd gebouwd in 1875. Na de brand van 1914 werd het door architect Jan Heurich herbouwd in Engelse gotiek met een neoklassiek interieur. Het werd gerenoveerd in de periode 1980-2003, waarbij het pleisterwerk werd verwijderd.
0: Skierniewice ·
4: Mokra ·
8: Sierakowice Skierniewickie ·
11: Bełchów ·
15: Bobrowniki ·
21: Łowicz Główny